# Stoke-by-Nayland
Stoke-by-Nayland ist ein Dorf und eine Verwaltungseinheit im District Babergh in der Grafschaft Suffolk, England. Stoke-by-Nayland ist 19,9 km von Ipswich entfernt. Im Jahr 2022 hatte es eine Bevölkerung von 690. Stoke-by-Nayland wurde 1086 im Domesday Book als Stokes erwähnt.

## Persönlichkeiten
- Thomas Howard, 2. Duke of Norfolk (1443–1524), Feldherr und Höfling